# Campeonato Goiano de Futebol de 1982
O Campeonato Goiano de Futebol de 1982 foi a 39º edição da divisão principal do campeonato estadual de Goiás. O campeão foi o Vila Nova que conquistou seu 10º título na história da competição. O Goiás foi o vice-campeão..

## Participantes
| Equipe       | Cidade    | Em 1981 | Participação | Títulos             |
| ------------ | --------- | ------- | ------------ | ------------------- |
| Anápolis     | Anápolis  | 4º      | -            | 1 (1965)            |
| Anapolina    | Anápolis  | 2º      | -            | 0 (não possui)      |
| Atlético     | Goiânia   | -       | 39ª          | 7 ( último em 1970) |
| CRAC         | Catalão   | -       | -            | 1 (1967)            |
| Goiânia      | Goiânia   | -       | 39ª          | 14 (último em 74)   |
| Goiás        | Goiânia   | 1º      | 39ª          | 6 (Último em 1981)  |
| Goiatuba     | Goiatuba  | -       | -            | 0 (não possui)      |
| Itumbiara    | Itumbiara | -       | -            | 0 (não possui)      |
| Monte Cristo | Goiânia   | -       | -            | 0 (não possui)      |
| Nacional     | Itumbiara | -       | -            | 0 (não possui)      |
| Rio Verde    | Rio Verde | -       | -            | 0 (não possui)      |
| Vila Nova    | Goiânia   | 3º      | -            | 9 (último em 1980)  |

## Premiação
| Campeonato Goiano de 1982      |
| Goiânia                        |
| ------------------------------ |
| Vila Nova Campeão (10º título) |